# Semangus (Talang Ubi)
Semangus is een bestuurslaag in het regentschap Muara Enim van de provincie Zuid-Sumatra, Indonesië. Semangus telt 1880 inwoners (volkstelling 2010).